# 알래스카 에이시즈
| 알래스카 에이시즈 |                                                                                                 |
| 콘퍼런스          | 서부 콘퍼런스                                                                                   |
| 디비전            | 마운틴 디비전                                                                                   |
| 설립연도          | 1989년 2003년(ECHL 가입)                                                                        |
| 해체연도          | 2017년                                                                                          |
| 역사              | 앵커리지 에이시즈 (1989년~2003년) 알래스카 에이시즈 (2003년~2017년) 메인 매리너스 (2018년~미래) |
| 경기장            | 설리반 아레나                                                                                   |
| 연고지            | 알래스카주 앵커리지                                                                             |
| 상징색            | 검정, 글레이셔 블루, 초록, 은, 하양                                                             |
| 구단주            | 테리 팍스 스티브 애덤스 알 헤인즈 댄 카피 로드 유드 제리 맥키                                   |
| 단장              | 테리 팍스                                                                                       |
| 감독              | 롭 머리                                                                                         |
| NHL 제휴          | 밴쿠버 캐넉스                                                                                   |
| AHL 제휴          | 유티카 코메츠                                                                                   |
| 정규시즌 우승     | 5 (2006, 2011, 2012, 2013, 2014)                                                                |
| 콘퍼런스 우승     | 4 (2006, 2009, 2011, 2014, 2016)                                                                |
| 디비전 우승       | 8 (2005, 2006, 2007, 2009, 2011, 2012, 2013, 2014)                                              |
| 켈리 컵           | 4 (2006, 2011, 2014, 2016)                                                                      |
| 영구 결번         | 8, 16, 18                                                                                       |

알래스카 에이시즈(Alaska Aces)는 미국 알래스카주 앵커리지를 연고지로 하는 ECHL의 2003년부터 2017년까지 서부 콘퍼런스 마운틴 디비전 소속 아이스 하키팀이다.
2018~2019시즌 연고지를 메인주 포틀랜드 (메인 매리너스)로 이전했다.

## 역대 홈경기장
| 경기장                              | 사용기간      | 수용인원 | 장소                | 비고 |
| ----------------------------------- | ------------- | -------- | ------------------- | ---- |
| 앵커리지 에이시즈/알래스카 에이시즈 |               |          |                     |      |
| 설리반 아레나                       | 1989년~2017년 | 6,490명  | 알래스카주 앵커리지 | 빈칸 |